# Titularbistum Gerrha
Gerrha ist ein Titularbistum  der römisch-katholischen Kirche. Es geht zurück auf ein früheres Bistum der antiken Stadt Gerrha in Ägypten (spätantike römische Provinz Aegyptus Herculea bzw. Augustamnica) im östlichen Nildelta, das der Kirchenprovinz Pelusium angehörte.
| Titularbischöfe von Gerrha |                                      |                                                                 |                    |                 |
| Nr.                        | Name                                 | Amt                                                             | von                | bis             |
| 1                          | Johannes Zwijsen                     | Apostolischer Koadjutorvikar von ’s-Hertogenbosch (Niederlande) | 24. Januar 1842    | 4. März 1853    |
| 2                          | Alexander Goss                       | Koadjutorbischof von Liverpool (Großbritannien)                 | 29. Juli 1853      | 25. Januar 1856 |
| 3                          | Daniel McGettigan                    | Koadjutorbischof von Raphoe (Großbritannien)                    | 18. Februar 1856   | 1. Mai 1861     |
| 4                          | Victor-Joseph Doutreloux             | Koadjutorbischof von Lüttich (Belgien)                          | 5. Juli 1875       | 26. August 1879 |
| 5                          | Fedele Abbati (Fedele Abati) OFM     | emeritierter Bischof von Santorini (Griechenland)               | 22. September 1879 | 11. Januar 1885 |
| 6                          | Constant-Jean-Baptiste Prodhomme MEP | Apostolischer Vikar von Laos (Thailand)                         | 2. Juni 1913       | 20. August 1920 |